# اينار سفينسون
اينار سفينسون (بالسويدية: Einar "Stor-Klas" Svensson)‏ (27 سبتمبر 1894 بستوكهولم في السويد - 20 مارس 1959) هو لاعب باندي ‏ ومدرب كرة قدم ولاعب هوكي الجليد ولاعب كرة قدم سويدي في مركز مدافع ‏، شارك في الألعاب الأولمبية الصيفية 1920.

## وصلات خارجية
- اينار سفينسون على موقع EliteProspects.com (الإنجليزية)
- اينار سفينسون على موقع Eurohockey.com (الإنجليزية)
- اينار سفينسون على موقع أوليمبيديا (الإنجليزية)
- اينار سفينسون على موقع اللجنة الأولمبية السويدية (السويدية)